# Síndrome de Cushing
A síndrome de Cushing, também conhecida como hipercortisolismo ou hiperadrenocorticismo, consiste em um conjunto de sinais e sintomas provocados por uma desordem endócrina causada por níveis elevados de glicocorticoides, especialmente cortisol, no sangue. Os sinais e sintomas podem incluir: hipertensão arterial, obesidade centrípeta, estrias avermelhadas e arroxeadas no abdome e raiz dos membros, atrofia e fraqueza muscular em membros, equimoses, face arredondada ("face de lua cheia"), acne, excesso de gordura entre os ombros e acima das clavículas, ossos frágeis, pele frágil e fina. As mulheres podem ter excesso de pêlos faciais e menstruação irregular. Ocasionalmente, pode haver mudanças de humor, dores de cabeça e uma sensação crônica de cansaço.
A síndrome pode ter causas exógenas ou endógenas. No primeiro tipo, caracterizado como síndrome de Cushing iatrogênica, a desordem é provocada pelo uso excessivo ou prolongado de corticosteroides, como a prednisona. No segundo tipo, ela pode ser classificada como ACTH-independente — quando desencadeada por tumores da glândula adrenal — e ACTH-dependente — quando desencadeada por tumores hipofisários ou extra-hipofisários. A chamada doença de Cushing refere-se especificamente aos casos ACTH-dependentes causados por adenomas de hipófise, sendo a segunda causa mais comum da síndrome, após a iatrogênica. Os outros tipos de tumor que podem desencadear essa condição são aqueles associados a doenças hereditárias, como a neoplasia endócrina múltipla do tipo 1 e o complexo de Carney. O diagnóstico requer uma série de passos: verificar os medicamentos que o paciente utiliza e medir os níveis séricos após teste de supressão com dexametasona. Se os valores do teste estiverem alterados, mensura-se o cortisol salivar e, caso os níveis permaneçam altos, realiza-se o teste de estimulação com ACTH, para confirmar ou descartar envolvimento hipofisário.
A maioria dos casos tem tratamento e podem ser curados. A síndrome iatrogênica pode resolver-se com a descontinuação gradual da medicação em uso. Se for causada por um tumor, o tratamento pode requerer uma combinação de cirurgia, quimioterapia e/ou radioterapia. Todavia, se houver comprometimento da hipófise, pode ser necessário o uso de medicamentos para suprir a função perdida. Com o tratamento, a expectativa de vida é geralmente normal.
Cerca de duas a três pessoas em cada milhão são afetadas pela síndrome de Cushing a cada ano. A faixa etária mais comumente acometida é a dos 20 aos 50 anos de idade, sendo que as mulheres tem três vezes mais chances de desenvolver a síndrome do que os homens. A síndrome de Cushing foi descrita pela primeira vez por Harvey Cushing, em 1932, e também pode ocorrer em outros animais, como cães, gatos e equinos.

## Tipos

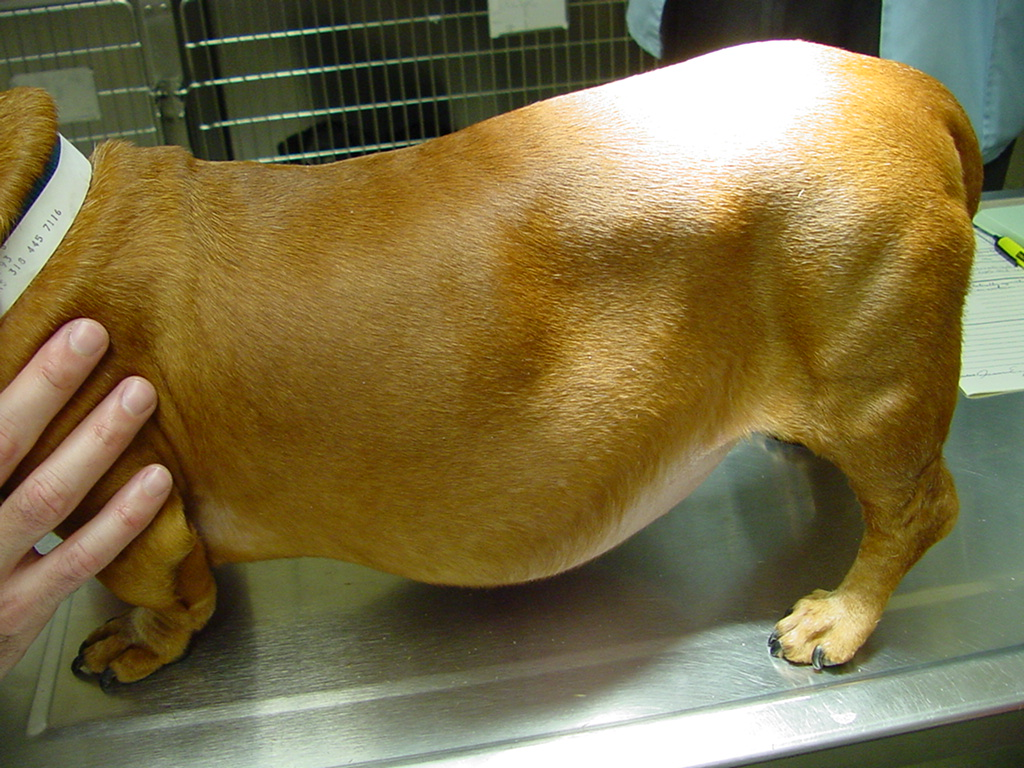
Dachshund com distensão abdominal e atrofia muscular causados por Cushing.

A causa pode ser exógena (externa, por aplicação de medicamentos) ou endógena (interna, por desregulação do próprio organismo). Síndrome de Cushing de origem endógena são raras, ocorrendo apenas 10 casos por ano a cada 1.000.000 de pessoas.
A Doença de Cushing é um tipo de síndrome de Cushing ACTH-dependente causados por um tumor benigno (adenoma) na hipófise, glândula responsável pela produção de hormônio adrenocorticotrófico (ACTH).
A síndrome de Cushing também é uma doença relativamente comum em cães domésticos, especialmente Poodles, Dachshunds, alguns Terriers e Boxers com mais de 6 anos.

## Sinais e sintomas

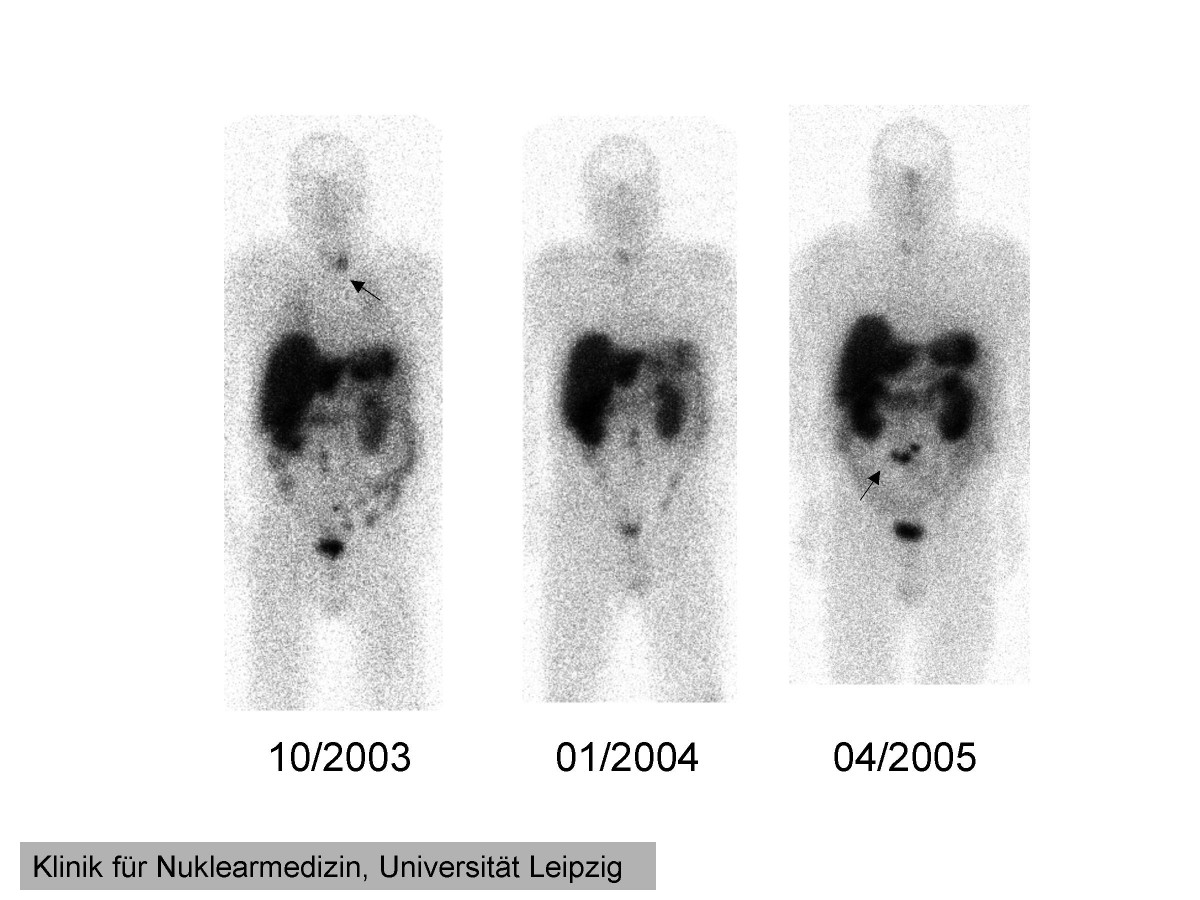
Octreoscan revelando tumor na tireóide (em 2003) e na suprarrenal (em 2005).

Aumento de peso, com a gordura se depositando no tronco e no pescoço, preenchendo a região acima da clavícula e a parte detrás do pescoço. A gordura também se deposita no rosto, na região malar, onde a pele fica avermelhada, formando-se uma face que é conhecida como "lua-cheia". Ocorre também afilamento dos braços e das pernas com diminuição da musculatura, e, consequente, fraqueza muscular que se manifesta principalmente quando o paciente caminha ou sobe escadas. 
A pele vai se tornando fina e frágil, fazendo com que surjam hematomas sem o paciente notar que bateu ou contundiu o local. Sintomas gerais como fraqueza, cansaço fácil, nervosismo, insônia e labilidade emocional também podem ocorrer. Quase sempre causa depressão ou algum transtornos de ansiedade.
Nas mulheres são muito frequentes as alterações menstruais e o surgimento de pelos corporais na face, no tórax, abdômen e nos braços e pernas. Nos homens causa perda do interesse sexual.
Como grande parte dos pacientes desenvolve hipertensão arterial e diabetes, podem surgir sintomas associados ao aumento da glicose e da pressão arterial tais como dor de cabeça, sede exagerada, aumento do volume urinário, aumento do apetite e visão borrada. Quando ocorre aumento importante dos pelos, pode ocorrer também o surgimento de espinhas (acne) na face e no tronco, e nas mulheres pode surgir mudança na voz, queda do cabelo semelhante à calvície masculina, aumento de pelos pelo corpo (hirsutismo) e diminuição das mamas. Esses sintomas se associam com tumores de suprarrenal.
No abdômen e no tórax podem ser observadas estrias de cor avermelhada e violeta, algumas vezes com vários centímetros de largura. Algumas pessoas apresentam também colelitíase (pedras na vesícula) e consequentemente cólica. A osteoporose é frequente, provocando dores na coluna e às vezes fraturas nos braços, pernas e na coluna, nos casos de uso continuo por um longo período pode também apresentar raias de vasos sanguíneos na pele, sendo mais visível no rosto.

## Diagnóstico

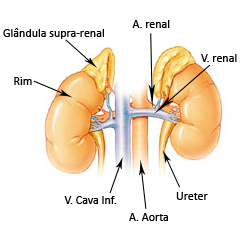
A suprarrenal produz cortisol, adrenalina e noradrenalina responsáveis por responder a situações estressantes.

Os principais sintomas podem ser identificados pelo seguinte mnemônico:
- Cicatrizes roxas na face ou abdômen, Colágeno frágil, risco de Cálculos renais e Crescimento desacelerado;
- Urina com cortisol livre e com muita glucose;
- Sensibilidade da pele e ossos, frágil e com cicatrização lenta;
- Hipertensão, Hiperglicemia e hipercortisolismo;
- Imunidade inibida, Irregularidade no ciclo menstrual (mulheres) ou Impotência (homens);
- Neuroses (depressão e ansiedade) e Neoplasias (se for endógeno);
- Gordura excessiva na face, pescoço, barriga e costas.

Exames de sangue podem confirmar o excesso de colesterol e ACTH enquanto o de urina pode confirmar a glicose elevada e falta de eliminação do cortisol. Como obesidade, hipertensão, muito açúcar no sangue, ansiedade, depressão, estrias e osteoporose são comuns na população adulta é comum ficar sem tratamento por muitos anos e acreditando que é resultado apenas de má alimentação, falta de exercícios, idade avançada e estresse cotidiano.

## Epidemiologia
Afeta mais mulheres que homens, sendo de 3 a 8 vezes mais comum dependendo do tipo. A síndrome de Cushing endógena atinge 2 a 4 a cada milhão de habitantes, sendo a mais comum a doença de Cushing, cinco vezes mais frequente que a síndrome adrenal.
Em cachorros ocorrem 1 a 2 casos a cada 1000 indivíduos por ano sendo mais comum em cães de médio porte com mais de 6 anos.

## Tratamento
Quando é causado por medicamentos podem ser administrados inibidores do cortisol ou apenas substituição ou redução da medicação responsável dependendo do caso.
Quando é causado por um tumor (adenoma) na suprarrenal pode ser necessário cirurgia para remoção completa ou parcial da glândula afetada e medicamentos para suprir a produção dos hormônios adrenais pelo menos até o organismo se adaptar. Caso ambas glândulas sejam removidas será obrigatório fazer reposição hormonal pelo resto da vida. Caso o tumor não possa ser removido, pode ser utilizados inibidores de cortisol ou de ACTH para reduzir os sintomas.
Não é recomendado a extração de uma suprarrenal sem identificar a presença de um tumor, pois é possível que haja algum tumor oculto em outra glândula e agravar ainda mais o quadro.